# Équipe de Tunisie de football en 2003
L'équipe de Tunisie de football est dotée en 2003 des moyens nécessaires pour réussir la coupe d'Afrique des nations 2004 que va organiser la Tunisie, et faire oublier les déceptions de 1965 et 1994.
Roger Lemerre et son adjoint Nabil Maâloul bénéficient de conditions très favorables pour leur travail : la Fédération tunisienne de football présidée par Hammouda Ben Ammar, soutenue par les autorités sportives, ne lésine pas sur les moyens. Plusieurs rencontres internationales amicales contre des partenaires respectables sont organisées. Lemerre, dont le caractère très spécial n'est pas apprécié par la presse et par certains membres fédéraux, se voit protégé. Il réussit à intégrer de nombreux joueurs évoluant en Europe dont certains, à l'instar de Selim Benachour, Adel Chedli ou encore Mehdi Nafti, y ont fait toute leur carrière. Il fait également appel aux naturalisés natifs du Brésil que sont José Clayton et Francileudo Santos.
Au total, l'équipe dispute neuf rencontres, toutes à caractère amical.

## Matchs
| Date              | Stade                                | Adversaire     | Score                 | Comp           | Buteurs tunisiens                                  |
| 12 février 2003   | Stade du 7-Novembre, Tunisie         | Suède          | 1-0                   | A              | N. Braham 48e                                      |
| 27 mars 2003      | Stade du 7-Novembre, Tunisie         | Ghana          | 2-2 (8-7 tirs au but) | Tournoi amical | I. Mhadhbi 46e, Missaoui 58e                       |
| 30 mars 2003      | Stade du 7-Novembre, Tunisie         | Cameroun       | 1-0                   | Tournoi amical | Bouazizi 82e                                       |
| 30 avril 2003     | Stade du 7-Novembre, Tunisie         | Sénégal        | 1-0                   | A              | N. Braham 45e                                      |
| 20 août 2003      | Stade du 7-Novembre, Tunisie         | Guinée         | 0-0                   | A              |                                                    |
| 10 septembre 2003 | Stade olympique d'El Menzah, Tunisie | Côte d'Ivoire  | 3-2                   | A              | Chedli 18e (pen.), M. Melki 73e, Wajih Sghaier 83e |
| 8 octobre 2003    | Stade olympique d'El Menzah, Tunisie | Japon          | 0-1                   | A              |                                                    |
| 11 octobre 2003   | Stade olympique d'El Menzah, Tunisie | Maroc          | 0-0                   | A              |                                                    |
| 19 novembre 2003  | Stade olympique d'El Menzah, Tunisie | Afrique du Sud | 2-0                   | A              | N. Braham 42e, A. Ayari 88e                        |

## Source
- Mohamed Kilani, « Équipe de Tunisie : les rencontres internationales », Guide-Foot 2010-2011, éd. Imprimerie des Champs-Élysées, Tunis, 2010